# کراتس آتنی
کراتس آتنی (انگلیسی: Crates of Athens؛ زداه ۳۰۰ ق. م – درگذشته ۲۶۶ ق. م) فیلسوف اهل آتن باستان بود. فیلسوف افلاطونی و آخرین محقق آکادمی افلاطون بود.

## زندگی‌نامه
کراتس پسر آنتیژن از حومه تریاسیان، شاگرد پولمون و جانشین او به‌عنوان محقق آکادمی افلاطون در ۲۷۰ پیش از میلاد بود. دوستی صمیمی کراتس و پولمون در دوران باستان جشن گرفته می‌شد و دیوژن لائرتی نقوشی از شاعر آنتاگوراس را حفظ کرده است که بر اساس آن این دو دوست پس از مرگ در یک مقبره با هم دفن شدند. به گفته وی در این متن چنین آمده است:
غریبه‌ای که از آن‌جا می‌گذرد، این‌گونه نقل می‌کند
کراتس خداگونه و پولمون؛
دو مرد نجیب مهربان؛
از دهان مقدسش حکمت ناب جاری شد
آن‌ها با زندگی راستین، به خوبی نشان دادند
 نیروی اصول و آموزش خویش را.

برجسته‌ترین شاگردان کراتس، فیلسوف آسیلاوس، که جانشین او شد، تئودوروس بی‌خدا و بیون بوریستنسی بودند. نوشته‌های کراتس گم شده است. دیوژن لائرتی می‌گوید که آن‌ها در مورد موضوعات فلسفی، کمدی و همچنین خطابه‌ها بودند.